# Jordan Grand Prix
Jordan Grand Prix foi uma equipe de desporto motorizado que correu em provas de F-3, F-3000 e Fórmula 1.
A sua atividade iniciou-se na Fórmula 1 em 1991 e durou até o ano de 2005. Ao longo de suas quinze temporadas, a Jordan teve seus altos e baixos, sendo o seu auge no final dos anos 1990, quando a equipe surpreendeu ao chegar em terceiro lugar nos construtores e pilotos, superando as tradicionais Williams e Benetton. Porém, após esse brilho, a equipe foi entrando numa crise, após fracassos nas temporadas seguintes e perda dos motores Honda e de seus patrocinadores, culminando assim em sua venda para a Midland.

## História

### Fundação

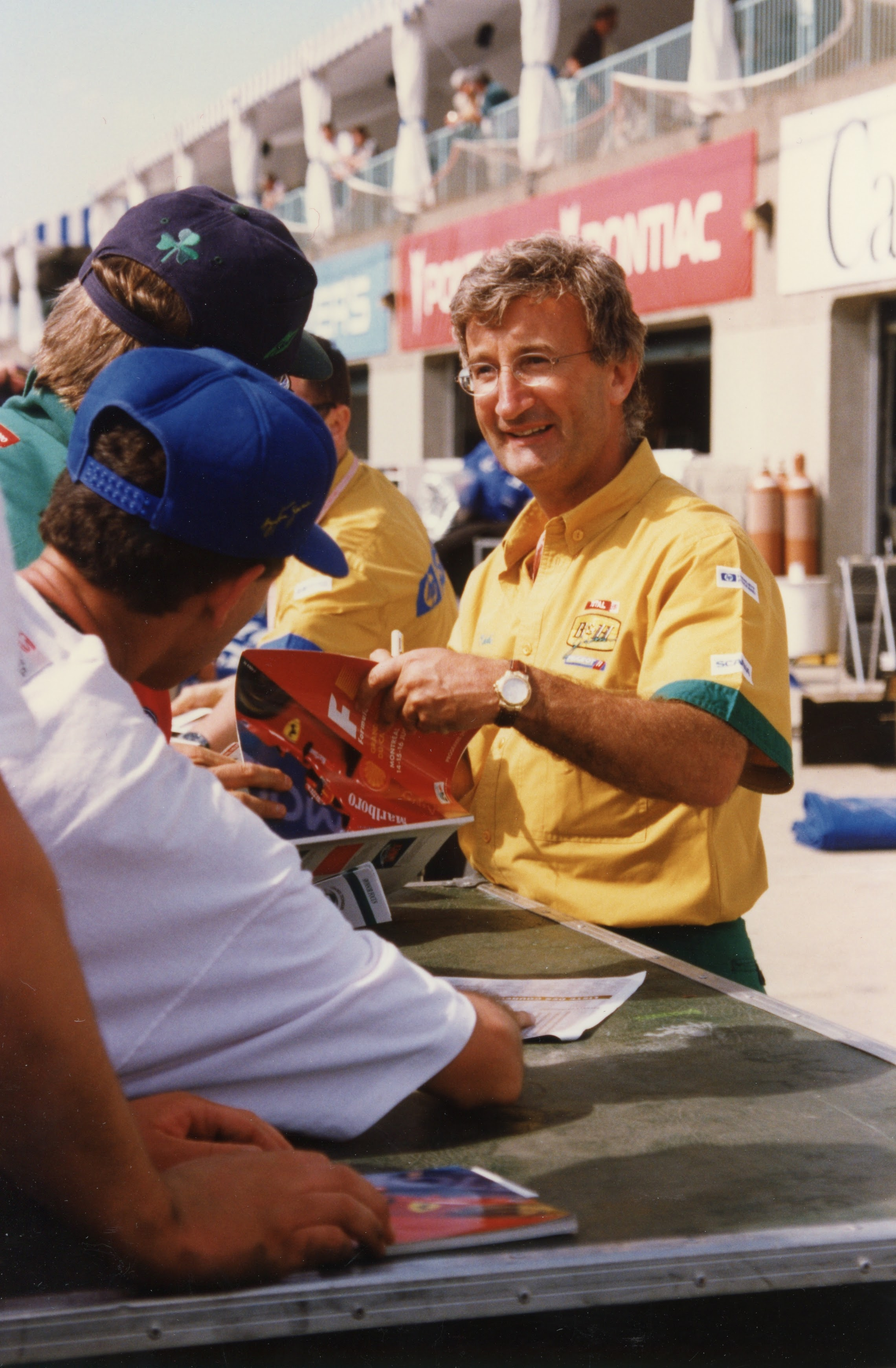
Eddie Jordan, fundador da Jordan Grand Prix, durante sessão de autógrafos em Montreal em 1996.

A Jordan deve o seu nome ao seu criador, Eddie Jordan, um irlandês que corria na Fórmula 3 inglesa em 1979 e já em fase final de carreira. No ano de 1980, forma a Eddie Jordan Racing, que participa em várias corridas e campeonatos de monopostos, dando oportunidades a pilotos como David Sears, James Weaver, Ayrton Senna, Martin Brundle e outros.
Em 1987, tendo como piloto o inglês Johnny Herbert, e em 1989, com o francês Jean Alesi, a equipe faz as suas melhores épocas nas Fórmulas 3 e 3000, ganhando várias corridas e o título. Fruto destas épocas, Eddie decide avançar para a Fórmula 1, contando para isso com Gary Anderson no design técnico do novo carro. Durante o desenvolvimento, a equipe corre com 3 carros na Fórmula 3000 européia, conduzidos pelo norte-irlandês Eddie Irvine, pelo italiano Emanuele Naspetti e pelo alemão Heinz-Harald Frentzen. Este ano acaba com a terceira posição no campeonato e uma vitória de Irvine.

### Jordan entra na Fórmula 1

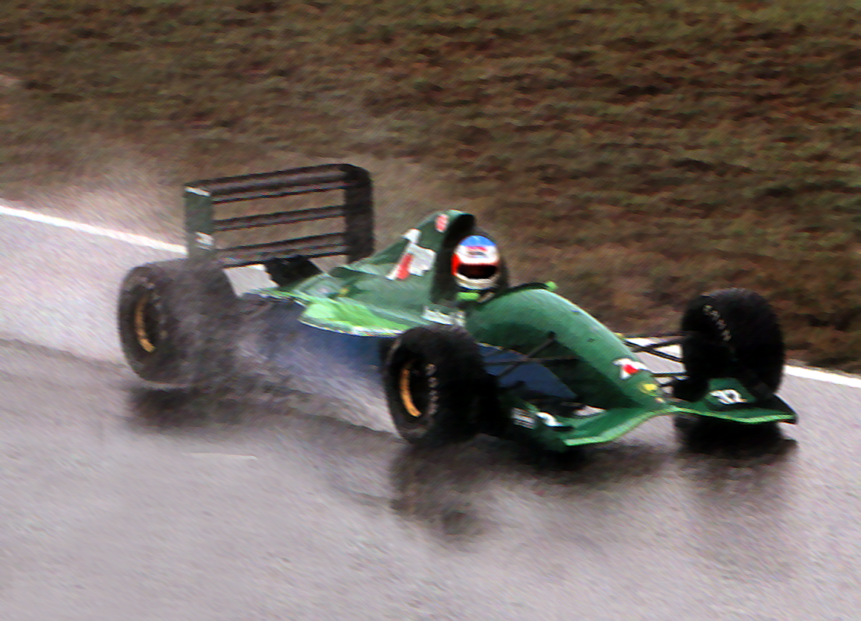
O Jordan 191, testado por Michael Schumacher em 1991. Este foi o primeiro carro do time na F-1.

Em 1991, a Jordan entra no circo da Fórmula 1, tendo pela primeira vez o nome de Jordan Grand Prix e, como principal patrocinador, o refrigerante 7Up. Usa motores Ford HB-V8 e o carro sensação no campeonato, batizado de 191. Termina num brilhante 5º lugar de construtores com 13 pontos. Como pilotos, inicia a época com o experiente Andrea de Cesaris - no GP da Bélgica, o italiano esteve 10 voltas seguidas na 2ª posição e talvez chegaria nessa posição ou até vencesse, porém uma quebra no motor, faltando três voltas para o encerramento, estragou as pretensões do piloto e da estreante equipe) e pelo franco-belga Bertrand Gachot, que, no meio da temporada, foi preso por disparar spray de pimenta num taxista londrino. Posteriormente, Gachot foi substituído pelo alemão Michael Schumacher (Stefan Johansson e Keke Rosberg também foram cogitados), que apenas corre o citado GP belga, trocando lugar com Roberto Moreno, que tripulava a Benetton ao lado de Nelson Piquet. Moreno disputaria apenas 2 corridas (Itália e Portugal), e é substituído nas três provas finais do campeonato pelo vice-campeão da Fórmula 3000 daquele ano, o italiano Alessandro Zanardi. Ainda em 1991, a Jordan corre ainda na Fórmula 3000 com o inglês Damon Hill e o italiano Vincenzo Sospiri.
A época de 1992 obriga a Jordan a uma consolidação financeira, que leva a equipa a trocar os motores Ford de 8 cilindros pelos Yamaha V12, que mostravam não ser competitivos. A Barclay passa a ser o principal patrocinador, inicia-se a migração para a nova fábrica e as esperanças ficam a cargo do italiano Stefano Modena (ex-Tyrrell) e do brasileiro Maurício Gugelmin (ex-March/Leyton House). Este ano foi uma desilusão para a Jordan, com a 11ª posição no campeonato de construtores com apenas 1 ponto, marcado por Modena em Adelaide, deixando a escuderia empatada com Minardi e Larrousse.
Segue-se outra má época, em que a Jordan, em 1993, desta vez com motores Hart V10, acaba novamente na 11ª posição, com 3 pontos, ficando apenas à frente das duas equipes que não pontuam (Tyrrell e BMS-Lola). Os pilotos principais foram o estreante brasileiro Rubens Barrichello e o norte-irlandês Eddie Irvine, que havia corrido pela Jordan na F-3000 Europeia; outros 4 pilotos tiveram curta passagem: o italiano Ivan Capelli (2 provas, 1 não-classificação), o belga Thierry Boutsen (10 corridas), e os também italianos Marco Apicella e Emanuele Naspetti (1 etapa). Rubinho marcou seus primeiros 2 pontos na categoria ao chegar em 5º no GP do Japão. O patrocinador principal foi a empresa petrolífera sul-africana Sasol.
Para o campeonato de 1994, a Jordan decide manter Barrichello e Irvine, o motor Hart V10 e o patrocínio da Sasol. Com esta aposta na continuidade, termina em 5º lugar nos construtores com 28 pontos, e o primeiro pódio no Grande Prêmio do Pacífico, no circuito de Aida, com um brilhante 3º lugar para Rubens Barrichello, que conquistou a sua primeira pole e da equipe na F-1 em Spa-Francorchamps, na Bélgica. Além de Barrichello e Irvine, disputaram a temporada o japonês Aguri Suzuki (somente em Aida) e Andrea De Cesaris, que substituiu o norte-irlandês, suspenso por 3 corridas em decorrência do acidente provocado por ele no Brasil.
Em 1995, o rompimento da malsucedida parceria entre McLaren e Peugeot permite à Jordan ficar com os motores da fábrica do construtor francês, mantendo a dupla de pilotos e o patrocinador. Acaba por ser uma época decepcionante, apesar dos 21 pontos e do sexto lugar nos construtores, pois, a uma equipe com motores de fábrica, era pedido mais, até porque, destes 21 pontos, 10 são obtidos num estranho GP do Canadá (vencido pelo francês Jean Alesi, da Ferrari) com o 2º lugar de Rubens Barrichello e o 3º de Eddie Irvine, em que grande parte do pelotão não termina, tendo algumas equipes de topo ficado sem os dois carros.

### O amarelo Jordan
O ano de 1996 fica para a história da Jordan como o nascimento do carro amarelo. Com a saída da Sasol e a entrada de um grande patrocinador, a Benson & Hedges, a Jordan prepara-se para os seus anos de ouro e é mesmo essa a cor escolhida pelo patrocinador para o primeiro ano: o dourado. A saída de Irvine para a Ferrari abre lugar para o experiente inglês Martin Brundle, vindo da Ligier, e a Jordan fica com o 5º lugar nos construtores, com 22 pontos.
O ano de 1997 fica marcado pela saída dos dois pilotos - Barrichello vai para a Stewart e Brundle encerra a carreira na Fórmula 1. O inglês Nigel Mansell chegou a fazer testes pela equipe no final de 1996, visando ser contratado para a temporada seguinte, porém não conseguiu ter êxito. Dois novatos vão conduzir o Jordan 197: o italiano Giancarlo Fisichella (que estreou na Fórmula 1 no ano anterior pela Minardi) e o alemão Ralf Schumacher (irmão do heptacampeão Michael Schumacher), assinam com a equipe de Eddie Jordan. Eles provam que são pilotos de futuro e o time repete o 5.º lugar nos construtores, com desempenhos consistentes e 33 pontos. Este ano marca também a irreverência da Jordan na arte de pintar o carro ao desenhar uma cobra amarela no nariz do carro. O motor e o patrocinador são mantidos.

### 1998: A primeira vitória
Em 1998, dá-se uma mudança inesperada, fruto da concepção, uma equipe, um motor, dois pilotos, um único país, a Peugeot sai da Jordan rumo à Prost e a Jordan opta pelos Mugen-Honda, motores de qualidade, mas que são a guarda avançada da Honda para o seu regresso, ou seja, logo à partida, motores que trazem altas contrapartidas.
Apesar disto, a Jordan alicia o veterano inglês Damon Hill, vindo da Arrows, para correr ao lado de Ralf. A equipe encerra o campeonato em 4º lugar nos construtores com 34 pontos, e Hill vence o confuso e chuvoso GP da Bélgica, o primeiro triunfo da equipe na categoria e de quebra com seu companheiro de equipe logo atrás fazendo a dobradinha. O patrocinador é mantido, e a pintura muda para uma abelha - nascem os “Buzzing Hornets”, que é o nome que substitui o do patrocinador Benson & Hedges nos Grandes Prêmios onde a publicidade do tabaco fora proibida.
O carro de 1999 é desenhado por Mike Gascoyne, que substitui Gary Anderson e Eddie Jordan vende 40% das ações ao consórcio Warburg, Pincus & Co. As alterações não se ficam por aqui e Ralf se muda para a Williams, sendo contratado, para o seu lugar, o compatriota Heinz-Harald Frentzen. Hill é mantido, porém seu desempenho é bem inferior ao de Frentzen, que o superou com facilidade. O alemão venceu duas provas (França e Itália) e chega a fazer uma pole (última do piloto e da equipe) na Europa, em Nürburgring, porém um problema elétrico enterra as chances de título. Finaliza o campeonato de pilotos em 3º, o mesmo lugar com que a Jordan acabaria o campeonato de construtores com 61 pontos, a melhor classificação na história do time irlandês. Já Hill, em sua despedida, ficou apenas em 12º, 47 pontos atrás de seu companheiro de escuderia.

### 2000-2003: Fim do sonho
O ano de 2000 marcaria o início do declínio da Jordan na F-1. A entrada da Honda em força na BAR termina com motores tipo "B" para a Jordan, ainda apelidados Mugen Honda. Durante a temporada vários engenheiros, pessoal técnico e outros recursos humanos abandonam a equipe. Com a aposentadoria de Damon Hill, o italiano Jarno Trulli é contratado para o lugar do inglês. A par do patrocinador principal, aparece agora a Deutsche Post. No final, os 17 pontos e o 6.º lugar não mostram ainda a verdadeira saúde da equipe.
A época de 2001 inicia-se com boas notícias: Gary Anderson volta e no campo dos motores, após árduas negociações, a Honda passa a fornecer duas equipes, contra o que tinha anunciado anteriormente, e a Jordan ainda contrata Egbahl Hamidy, vindo da Arrows. No final, Trulli e Frentzen conseguem 19 pontos e o 5.º lugar no campeonato. Monetariamente, a situação agrava-se e a redução de pessoal continua. A nível da arte, surge um tubarão pintado e em substituição da frase “Buzzing Hornets”, aparece o “Bitten Heroes”.

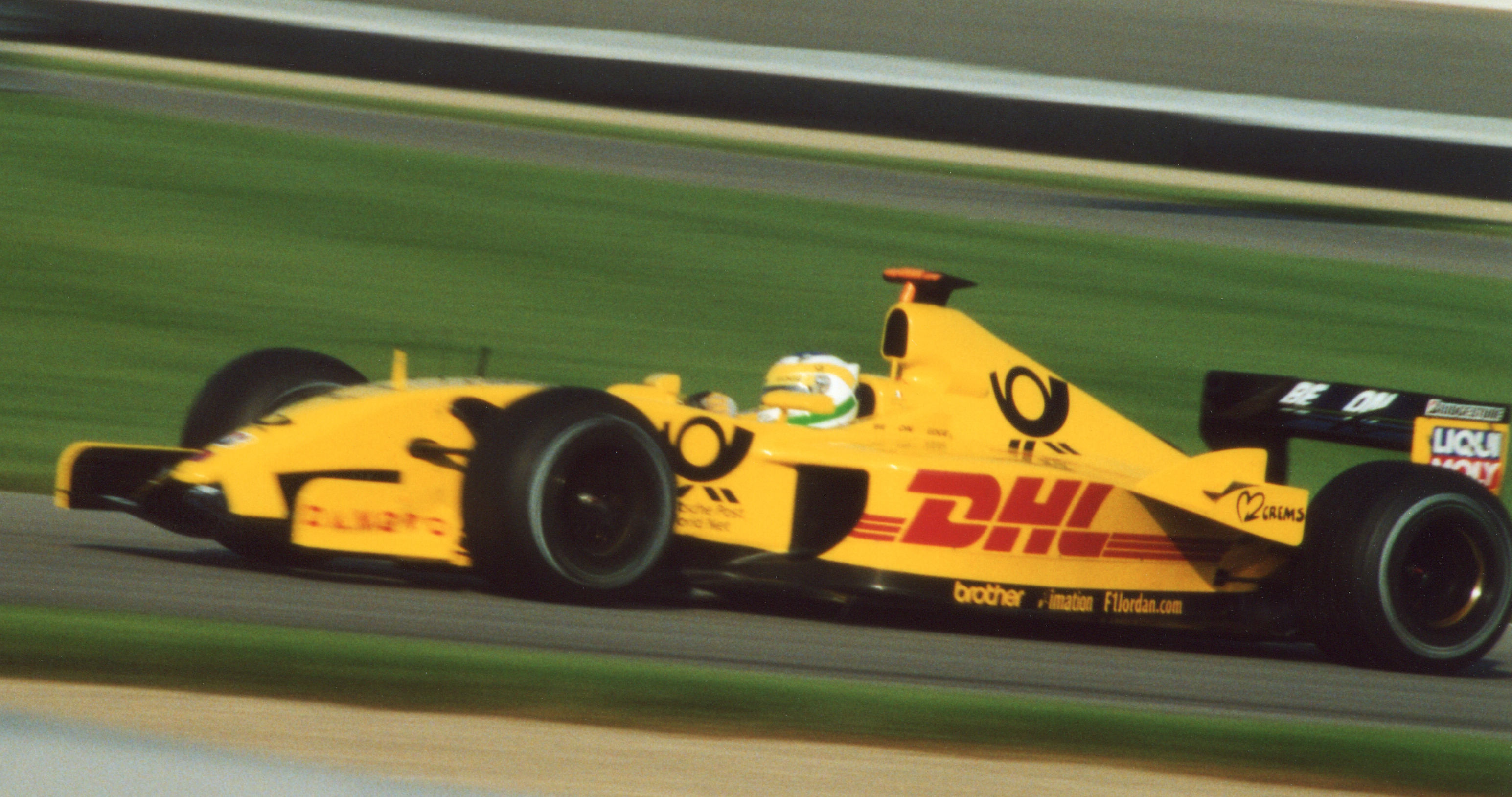
Giancarlo Fisichella conduz o Jordan EJ12, em 2002.

Em 2002, a situação entra em ruptura. Eddie Jordan acumula os lugares do pessoal que vai saindo e a falta de dinheiro leva a uma posição desfavorável de negociação com a Honda, que traz o japonês Takuma Sato (protegido da fábrica japonesa) para a Fórmula 1 para conduzir um dos Jordan, substituindo Jean Alesi, contratado numa troca com Frentzen (o alemão correria pela Prost, enquanto o francês preencheria sua vaga). Trulli, assim como Frentzen, deixa o time, e Giancarlo Fisichella volta à equipe depois do final das atividades da Benetton, vendida à Renault. A companhia Benson & Hedges deixa a lista de principais patrocinadores, mas continua com esporádicas participações, uma vez que o patrocínio principal deste ano passaria a ser feito pela DHL. A época salda-se por 9 pontos e o 6º lugar no campeonato de construtores.
Finalmente, em 2003, a realidade bate à porta e Eddie Jordan acorda de um pesadelo para uma realidade bem pior: a Honda dedica-se exclusivamente à BAR, os patrocínios não existem e mais pessoas abandonam a Jordan. Pior é que contas feitas, não há orçamento suficiente para correr, mas com a contratação do anglo-irlandês Ralph Firman, um piloto pagante e um contrato com a Ford para fornecimento de um dos motores mais fracos do pelotão, com mais de dois anos de atraso, as perspectivas eram as piores. Apenas o milagre do Grande Prêmio do Brasil faz com que Fisichella vença a corrida (foi a primeira vitória do italiano na categoria, que chegou a ser de Kimi Räikkönen, mas após uma revisão no resultado, passaria a ser oficialmente de "Fisico"). No final, os 13 pontos e o 9.º lugar do campeonato seriam o "canto do cisne" da Jordan.

### 2004: a agonia

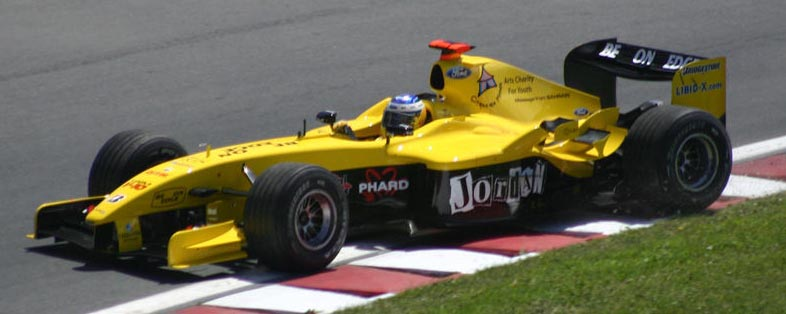
Nick Heidfeld pilota o Jordan EJ14 no GP do Canadá de 2004.

Paro 2004, Eddie Jordan junta dinheiro para o orçamento do ano, à custa dos alemães Nick Heidfeld e Timo Glock, além do italiano Giorgio Pantano, que entram com partes de leão de todo o orçamento. A nível de principal patrocinador aparece um desolante espaço em branco que raramente vê algo escrito e uma tímida aposta da Trust é a única coisa visível à distância nos defletores. A Ford continua a fornecer motores, mas anuncia que se retirará no final do ano. Com os 5 pontos conquistados no ano, a Jordan repete o 9.º lugar no campeonato, mas a falta de patrocinadores e o problema de não haver motores quase arrumam a questão de 2005.

### Última temporada e a venda para a Midland

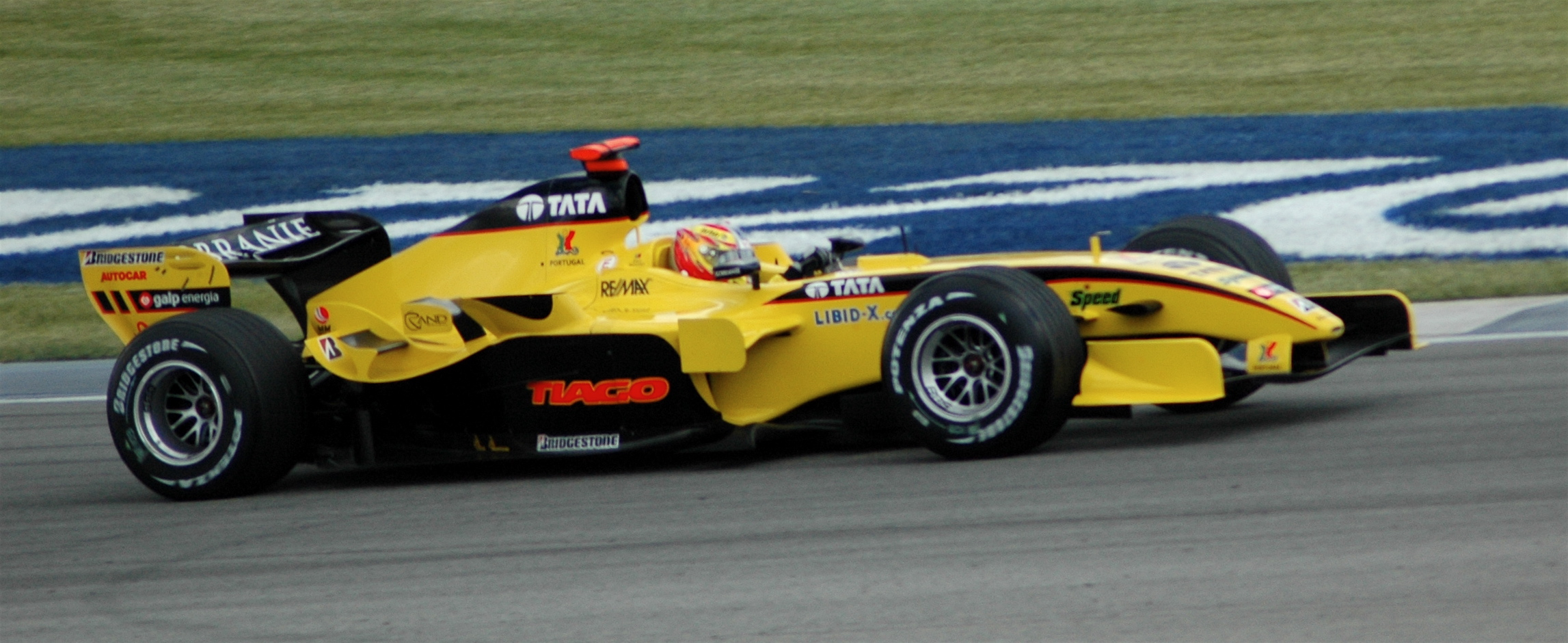
Tiago Monteiro conduz o Jordan EJ15 da temporada de 2005, último ano da equipe na Fórmula 1.

Finalmente, 2005 começa com o golpe de teatro de Eddie Jordan ao conseguir no último momento convencer a Toyota a fornecer motores ao time. Mas o sonho termina quando Eddie vende a equipe à Midland e abandona o circo. A equipe manteve seu nome até o encerramento da temporada. Narain Karthikeyan e Tiago Monteiro foram os últimos pilotos da Jordan. O melhor resultado foi o terceiro lugar do português (o primeiro de seu país na categoria) no polêmico GP dos Estados Unidos, marcado pela retirada voluntária dos 14 carros equipados com pneus Michelin.
Na sua última temporada na Fórmula 1, o time de Eddie Jordan termina pela terceira vez consecutiva em 9º lugar, com 12 pontos marcados.

## Principais pilotos
- Andrea de Cesaris - Na temporada de estreia do time irlandês na quinta prova de 1991, o GP do Canadá, ele e seu companheiro de equipe, Bertrand Gachot, marcaram os primeiros 5 pontos para o time: o italiano foi 4.º (3 pontos) e o franco-belga chegou em 5.º (2 pontos). De Cesaris teve bons momentos pela equipe, principalmente no GP da Bélgica de 1991, quando perseguia Ayrton Senna, o líder da prova, que vinha enfrentando problemas na caixa de câmbio no seu carro. Faltando três voltas para o final, o motor do piloto italiano quebrou, impedindo o primeiro pódio do time. Retornaria em 1994 fazendo 2 provas no lugar de Eddie Irvine, suspenso por 3 provas pelo acidente com três carros no GP do Brasil, causado por ele. No GP de Mônaco, a sua última prova pela equipe irlandesa, o romano terminou em 4.º marcando 3 pontos.
- Bertrand Gachot - O piloto de três nacionalidades (belga, francesa e luxemburguesa) teve seus melhores momentos em 1991, a temporada de estreia da equipe irlandesa. Na quinta prova, o GP do Canadá, tanto ele e seu companheiro de equipe, Andrea De Cesaris, marcaram os primeiros 5 pontos para o time: De Cesaris foi 4º (3 pontos) e o belga foi 5º (primeiros 2 pontos na carreira). O belga pontuou novamente em mais duas provas com o 6º lugar (1 ponto) nos GPs da Inglaterra e Alemanha. Ele marcou a volta mais rápida no GP da Hungria, sua última corrida pela estreante equipe. O piloto foi preso na Inglaterra após borrifar spray de pimenta em um taxista. Voltaria à F-1 já no final da temporada, pela Larrousse.
- Michael Schumacher - O heptacampeão iniciou sua trajetória na F-1 pela Jordan. Sua estreia foi no GP da Bélgica de 1991, mas sua participação durou poucos segundos, uma vez que um problema na embreagem acabava com a grande estreia do jovem piloto alemão. Impressionada com o desempenho, a Benetton o contrata para o resto da temporada, no lugar de Roberto Moreno.
- Roberto Pupo Moreno - O "supersubstituto" brasileiro disputou duas corridas (Itália e Portugal) pela equipe irlandesa em 1991 no lugar do alemão Michael Schumacher, que ocupou seu lugar na Benetton.
- Rubens Barrichello - O brasileiro estreou na F-1 pela Jordan em 1993. Na temporada de 1994 veio o primeiro pódio (do piloto e o primeiro da escuderia), com o 3º lugar no GP do Pacífico. Oito provas depois, marcou sua primeira pole (e também do time irlandês) no GP da Bélgica. Seu segundo e último pódio foi o 2º lugar no GP do Canadá de 1995. Foi o piloto que mais atuou na equipe, com 64 participações em provas. Deixou a Jordan em 1996.
- Eddie Irvine - O piloto norte-irlandês também estreou em 1993 pela equipe irlandesa. Sua primeira prova foi no GP do Japão, aprontando com seus adversários, principalmente Ayrton Senna, que chegou a desferir um soco nele. Antes do entrevero com o tricampeão, Irvine marcou um ponto com o 6º lugar. Seu primeiro pódio foi o 3º lugar no GP do Canadá de 1995, que acabou sendo a sua última temporada pela equipe. Foi para a Ferrari em 1996.
- Martin Brundle - O inglês já tinha atuado no time irlandês na Fórmula 3 inglesa em 1983.[3] Na Fórmula 1, a chance veio em 1996 marcando oito pontos pela equipe, e se aposentou da categoria no fim do ano, aos 37 anos de idade.
- Giancarlo Fisichella - Assinou pela Jordan para a temporada de 1997 no lugar do inglês Nigel Mansell, após o Leão não ter feito bons tempos nos testes. Pela escuderia irlandesa, marcou seus primeiros pontos e dois pódios. Fisico retornou à equipe em 2002, e na sua última temporada pelo time, em 2003, obteve a primeira vitória na carreira no GP do Brasil[4] (última vitória da escuderia na Fórmula 1). É o segundo piloto que mais atuou pelo time com 49 participações.
- Ralf Schumacher - O irmão de Michael Schumacher estreou na F-1 em 1997, quando conquistou o primeiro pódio na terceira etapa, o 3º lugar no GP da Argentina. Ficou na equipe até a temporada de 1998, sendo contratado pela Williams na temporada seguinte.
- Damon Hill - Mais um inglês que correu pela Jordan, atuou pela equipe em 1998 e 1999. Conquistou a primeira vitória na história da equipe Jordan no confuso e chuvoso GP da Bélgica de 1998, e após fazer má temporada em 1999, encerrou a carreira aos 39 anos de idade.
- Heinz-Harald Frentzen - O alemão correu na Jordan entre 1999 e 2001, quando saiu da equipe para correr na Prost no lugar do francês Jean Alesi, que entraria em seu lugar. Em 1999 venceu duas provas e conquistou uma pole (última dele e da equipe) e disputou o título até o final da temporada levando a Jordan ao 3º lugar no Mundial de Construtores e também no Mundial de Pilotos, a melhor classificação na história do time.
- Jarno Trulli - Após fazer uma temporada mediana na Prost em 1999, Trulli assinou com a Jordan em 2000 para substituir o inglês Damon Hill. O piloto de Pescara ficou no time até 2001.
- Jean Alesi - O experiente piloto francês disputou cinco corridas pela Jordan em 2001, numa troca com o alemão Heinz-Harald Frentzen, que ocupou sua vaga na Prost. Na sua segunda prova pela equipe, marcou 1 ponto com o 6º lugar no GP da Bélgica. Encerrou a carreira na F-1 após abandonar o GP do Japão, num violento acidente com Kimi Räikkönen, então na Sauber;
- Takuma Sato - Primeiro e único japonês a correr na Jordan. Ele, à época test-driver da BAR e protegido da Honda, assinou com a equipe amarela para a temporada de 2002 pontuando pela primeira vez com os 2 pontos conquistados com o 5º lugar no GP disputado em seu país, última etapa daquele Mundial.
- Ralph Firman - O britânico que representou a República da Irlanda estreou em 2003. Seu pai, também chamado Ralph Firman, foi dono da equipe Van Diemen pela qual Emerson Fittipaldi correu em 1969 e Ayrton Senna em 1981.[5]
- Zsolt Baumgartner - Em função do acidente de Ralph Firman no treino livre da manhã no GP da Hungria de 2003, o time irlandês convoca o piloto húngaro[6] para fazer sua estreia, assim como do país na categoria.
- Timo Glock - Mesmo tendo passado longe de ser talentoso, teve a sua chance como piloto titular no lugar do italiano Giorgio Pantano. Na sua primeira prova, o piloto alemão marcou dois pontos na categoria com o 7º lugar no GP do Canadá de 2004. Ainda correu as últimas três provas do campeonato.
- Narain Karthikeyan - Primeiro indiano a correr na F-1, ele marcou 5 pontos (primeiros e únicos dele na categoria) no polêmico GP dos Estados Unidos de 2005, marcado pela "guerra dos pneus".
- Tiago Monteiro - Foi o primeiro português a subir ao pódio com o 3º lugar no mesmo GP dos Estados Unidos de 2005. Após a venda da Jordan para a Midland, permaneceu na equipe até 2006, já com o novo nome.

## Pilotos
| Ano  | Nome Oficial                   | Chassis    | Pneus | Motor       | Lubrificante | Nº do carro | Pilotos               | Pilotos de Testes                                                                             | Classificação de Construtores |
| ---- | ------------------------------ | ---------- | ----- | ----------- | ------------ | ----------- | --------------------- | --------------------------------------------------------------------------------------------- | ----------------------------- |
| 2005 | Jordan Grand Prix              | EJ15 EJ15B | B     | Toyota      | Esso         | 18          | Tiago Monteiro        | Robert Doornbos Franck Montagny Nicolas Kiesa Sakon Yamamoto Nicky Pastorelli Mario Domínguez | 9º lugar 12 pontos            |
| 2005 | Jordan Grand Prix              | EJ15 EJ15B | B     | Toyota      | Esso         | 19          | Narain Karthikeyan    | Robert Doornbos Franck Montagny Nicolas Kiesa Sakon Yamamoto Nicky Pastorelli Mario Domínguez | 9º lugar 12 pontos            |
| 2004 | Jordan Ford                    | EJ14       | B     | Ford        | Elf          | 18          | Nick Heidfeld         | Timo Glock Robert Doornbos                                                                    | 9º lugar 5 pontos             |
| 2004 | Jordan Ford                    | EJ14       | B     | Ford        | Elf          | 19          | Giorgio Pantano       | Timo Glock Robert Doornbos                                                                    | 9º lugar 5 pontos             |
| 2004 | Jordan Ford                    | EJ14       | B     | Ford        | Elf          | 19          | Timo Glock            | Timo Glock Robert Doornbos                                                                    | 9º lugar 5 pontos             |
| 2003 | Jordan Ford                    | EJ13       | B     | Ford        | Elf          | 11          | Giancarlo Fisichella  | Zsolt Baumgartner Satoshi Motoyama                                                            | 9° lugar 13 pontos            |
| 2003 | Jordan Ford                    | EJ13       | B     | Ford        | Elf          | 12          | Ralph Firman          | Zsolt Baumgartner Satoshi Motoyama                                                            | 9° lugar 13 pontos            |
| 2003 | Jordan Ford                    | EJ13       | B     | Ford        | Elf          | 12          | Zsolt Baumgartner     | Zsolt Baumgartner Satoshi Motoyama                                                            | 9° lugar 13 pontos            |
| 2002 | DHL Jordan Honda               | EJ12       | B     | Honda       | Elf          | 9           | Giancarlo Fisichella  | Ricardo Zonta                                                                                 | 6º lugar 9 pontos             |
| 2002 | DHL Jordan Honda               | EJ12       | B     | Honda       | Elf          | 10          | Takuma Sato           | Ricardo Zonta                                                                                 | 6º lugar 9 pontos             |
| 2001 | Benson & Hedges Jordan Honda   | EJ11       | B     | Honda       | Elf          | 11          | Heinz-Harald Frentzen | Ricardo Zonta                                                                                 | 5º lugar 19 pontos            |
| 2001 | Benson & Hedges Jordan Honda   | EJ11       | B     | Honda       | Elf          | 11          | Ricardo Zonta         | Ricardo Zonta                                                                                 | 5º lugar 19 pontos            |
| 2001 | Benson & Hedges Jordan Honda   | EJ11       | B     | Honda       | Elf          | 11          | Jarno Trulli          | Ricardo Zonta                                                                                 | 5º lugar 19 pontos            |
| 2001 | Benson & Hedges Jordan Honda   | EJ11       | B     | Honda       | Elf          | 12          | Jarno Trulli          | Ricardo Zonta                                                                                 | 5º lugar 19 pontos            |
| 2001 | Benson & Hedges Jordan Honda   | EJ11       | B     | Honda       | Elf          | 12          | Jean Alesi            | Ricardo Zonta                                                                                 | 5º lugar 19 pontos            |
| 2000 | Benson & Hedges Jordan         | EJ10 EJ10B | B     | Mugen-Honda | Elf          | 5           | Heinz-Harald Frentzen | Tomas Enge                                                                                    | 6º lugar 17 pontos            |
| 2000 | Benson & Hedges Jordan         | EJ10 EJ10B | B     | Mugen-Honda | Elf          | 6           | Jarno Trulli          | Tomas Enge                                                                                    | 6º lugar 17 pontos            |
| 1999 | Benson & Hedges Jordan         | 199        | B     | Mugen-Honda | Elf          | 7           | Damon Hill            | Tomas Enge Giorgio Pantano Shinji Nakano                                                      | 3º lugar 61 pontos            |
| 1999 | Benson & Hedges Jordan         | 199        | B     | Mugen-Honda | Elf          | 8           | Heinz-Harald Frentzen | Tomas Enge Giorgio Pantano Shinji Nakano                                                      | 3º lugar 61 pontos            |
| 1998 | Benson & Hedges Jordan         | 198        | G     | Mugen-Honda | Repsol       | 9           | Damon Hill            | Pedro de la Rosa                                                                              | 4º lugar 34 pontos            |
| 1998 | Benson & Hedges Jordan         | 198        | G     | Mugen-Honda | Repsol       | 10          | Ralf Schumacher       | Pedro de la Rosa                                                                              | 4º lugar 34 pontos            |
| 1997 | Benson & Hedges Jordan Peugeot | 197        | G     | Peugeot     | Total        | 11          | Ralf Schumacher       |                                                                                               | 5º lugar 33 pontos            |
| 1997 | Benson & Hedges Jordan Peugeot | 197        | G     | Peugeot     | Total        | 12          | Giancarlo Fisichella  |                                                                                               | 5º lugar 33 pontos            |
| 1996 | Benson & Hedges Jordan Peugeot | 196        | G     | Peugeot     | Total        | 11          | Rubens Barrichello    | Gianni Morbidelli                                                                             | 5º lugar 22 pontos            |
| 1996 | Benson & Hedges Jordan Peugeot | 196        | G     | Peugeot     | Total        | 12          | Martin Brundle        | Gianni Morbidelli                                                                             | 5º lugar 22 pontos            |
| 1995 | Total Jordan Peugeot           | 195        | G     | Peugeot     | Total        | 14          | Rubens Barrichello    |                                                                                               | 6º lugar 21 pontos            |
| 1995 | Total Jordan Peugeot           | 195        | G     | Peugeot     | Total        | 15          | Eddie Irvine          |                                                                                               | 6º lugar 21 pontos            |
| 1994 | Sasol Jordan                   | 194        | G     | Hart        | Sasol        | 14          | Rubens Barrichello    |                                                                                               | 5° lugar 28 pontos            |
| 1994 | Sasol Jordan                   | 194        | G     | Hart        | Sasol        | 15          | Eddie Irvine          |                                                                                               | 5° lugar 28 pontos            |
| 1994 | Sasol Jordan                   | 194        | G     | Hart        | Sasol        | 15          | Aguri Suzuki          |                                                                                               | 5° lugar 28 pontos            |
| 1994 | Sasol Jordan                   | 194        | G     | Hart        | Sasol        | 15          | Andrea de Cesaris     |                                                                                               | 5° lugar 28 pontos            |
| 1993 | Sasol Jordan                   | 193        | G     | Hart        | Sasol        | 14          | Rubens Barrichello    | Emanuele Naspetti                                                                             | 10º lugar 3 pontos            |
| 1993 | Sasol Jordan                   | 193        | G     | Hart        | Sasol        | 15          | Ivan Capelli          | Emanuele Naspetti                                                                             | 10º lugar 3 pontos            |
| 1993 | Sasol Jordan                   | 193        | G     | Hart        | Sasol        | 15          | Thierry Boutsen       | Emanuele Naspetti                                                                             | 10º lugar 3 pontos            |
| 1993 | Sasol Jordan                   | 193        | G     | Hart        | Sasol        | 15          | Marco Apicella        | Emanuele Naspetti                                                                             | 10º lugar 3 pontos            |
| 1993 | Sasol Jordan                   | 193        | G     | Hart        | Sasol        | 15          | Emanuele Naspetti     | Emanuele Naspetti                                                                             | 10º lugar 3 pontos            |
| 1993 | Sasol Jordan                   | 193        | G     | Hart        | Sasol        | 15          | Eddie Irvine          | Emanuele Naspetti                                                                             | 10º lugar 3 pontos            |
| 1992 | Sasol Jordan Yamaha            | 192        | G     | Yamaha      | Sasol        | 32          | Stefano Modena        |                                                                                               | 11º lugar 1 ponto             |
| 1992 | Sasol Jordan Yamaha            | 192        | G     | Yamaha      | Sasol        | 33          | Mauricio Gugelmin     |                                                                                               | 11º lugar 1 ponto             |
| 1991 | Team 7Up Jordan                | 191        | G     | Ford        | BP           | 32          | Bertrand Gachot       |                                                                                               | 5° lugar 13 pontos            |
| 1991 | Team 7Up Jordan                | 191        | G     | Ford        | BP           | 32          | Michael Schumacher    |                                                                                               | 5° lugar 13 pontos            |
| 1991 | Team 7Up Jordan                | 191        | G     | Ford        | BP           | 32          | Roberto Moreno        |                                                                                               | 5° lugar 13 pontos            |
| 1991 | Team 7Up Jordan                | 191        | G     | Ford        | BP           | 32          | Alessandro Zanardi    |                                                                                               | 5° lugar 13 pontos            |
| 1991 | Team 7Up Jordan                | 191        | G     | Ford        | BP           | 33          | Andrea de Cesaris     |                                                                                               | 5° lugar 13 pontos            |

## Resultados
(legenda)
| Ano  | Chassis | Motor                     | Pneus | Nº | Pilotos               | 1    | 2   | 3   | 4   | 5   | 6   | 7   | 8   | 9   | 10  | 11  | 12  | 13  | 14  | 15  | 16  | 17  | 18  | 19  | Pontos | Posição |
| ---- | ------- | ------------------------- | ----- | -- | --------------------- | ---- | --- | --- | --- | --- | --- | --- | --- | --- | --- | --- | --- | --- | --- | --- | --- | --- | --- | --- | ------ | ------- |
|      |         |                           |       |    |                       |      |     |     |     |     |     |     |     |     |     |     |     |     |     |     |     |     |     |     |        |         |
|      |         |                           |       |    |                       | AUS  | MAL | BAR | SMR | ESP | MON | EUR | CAN | EUA | FRA | GBR | ALE | HUN | TUR | ITA | BEL | BRA | JAP | CHN |        |         |
| 2005 | EJ15    | Toyota RVX-05 V10         | B     | 18 | Tiago Monteiro        | 16   | 12  | 10  | 13  | 12  | 13  | 15  | 10  | 3   | 13  | 17  | 17  | 13  | 15  |     |     |     |     |     | 12     | 9º      |
| 2005 | EJ15    | Toyota RVX-05 V10         | B     | 19 | Narain Karthikeyan    | 15   | 11  | Ret | 12  | 13  | Ret | 16  | Ret | 4   | 15  | Ret | 16  | 12  | 14  | 20  |     |     |     |     | 12     | 9º      |
| 2005 | EJ15B   | Toyota RVX-05 V10         | B     | 18 | Tiago Monteiro        |      |     |     |     |     |     |     |     |     |     |     |     |     |     | 17  | 8   | Ret | 13  | 11  | 12     | 9º      |
| 2005 | EJ15B   | Toyota RVX-05 V10         | B     | 19 | Narain Karthikeyan    |      |     |     |     |     |     |     |     |     |     |     |     |     |     |     | 11  | 15  | 15  | Ret | 12     | 9º      |
|      |         |                           |       |    |                       |      |     |     |     |     |     |     |     |     |     |     |     |     |     |     |     |     |     |     |        |         |
|      |         |                           |       |    |                       | AUS  | MAL | BAR | SMR | ESP | MON | EUR | CAN | EUA | FRA | GBR | ALE | HUN | BEL | ITA | CHN | JAP | BRA |     |        |         |
| 2004 | EJ14    | Ford Cosworth RS2 V10     | B     | 18 | Nick Heidfeld         | Ret  | Ret | 15  | Ret | Ret | 7   | 10  | 8   | Ret | 16  | 15  | Ret | 12  | 11  | 14  | 13  | 13  | Ret |     | 5      | 9º      |
| 2004 | EJ14    | Ford Cosworth RS2 V10     | B     | 19 | Giorgio Pantano       | 14   | 13  | 16  | Ret | Ret | Ret | 13  |     | Ret | 17  | Ret | 15  | Ret | Ret | Ret |     |     |     |     | 5      | 9º      |
| 2004 | EJ14    | Ford Cosworth RS2 V10     | B     | 19 | Timo Glock            |      |     |     |     |     |     |     | 7   |     |     |     |     |     |     |     | 15  | 15  | 15  |     | 5      | 9º      |
|      |         |                           |       |    |                       |      |     |     |     |     |     |     |     |     |     |     |     |     |     |     |     |     |     |     |        |         |
|      |         |                           |       |    |                       | AUS  | MAL | BRA | SMR | ESP | AUT | MON | CAN | EUR | FRA | GBR | ALE | HUN | ITA | EUA | JAP |     |     |     |        |         |
| 2003 | EJ13    | Ford Cosworth RS1 V10     | B     | 11 | Giancarlo Fisichella  | 12   | Ret | 1   | 15  | Ret | Ret | 10  | Ret | 12  | Ret | Ret | 13  | Ret | 10  | 7   | Ret |     |     |     | 13     | 9º      |
| 2003 | EJ13    | Ford Cosworth RS1 V10     | B     | 12 | Ralph Firman          | Ret  | 10  | Ret | Ret | 8   | 11  | 12  | Ret | 11  | 15  | 13  | Ret | Inj |     | Ret | 14  |     |     |     | 13     | 9º      |
| 2003 | EJ13    | Ford Cosworth RS1 V10     | B     | 12 | Zsolt Baumgartner     |      |     |     |     |     |     |     |     |     |     |     |     | Ret | 11  |     |     |     |     |     | 13     | 9º      |
|      |         |                           |       |    |                       |      |     |     |     |     |     |     |     |     |     |     |     |     |     |     |     |     |     |     |        |         |
|      |         |                           |       |    |                       | AUS  | MAL | BRA | SMR | ESP | AUT | MON | CAN | EUR | GBR | FRA | ALE | HUN | BEL | ITA | EUA | JAP |     |     |        |         |
| 2002 | EJ12    | Honda RA002E V10          | B     | 9  | Giancarlo Fisichella  | Ret  | 13  | Ret | Ret | Ret | 5   | 5   | 5   | Ret | 7   | DNQ | Ret | 6   | Ret | 8   | 7   | Ret |     |     | 9      | 6º      |
| 2002 | EJ12    | Honda RA002E V10          | B     | 10 | Takuma Sato           | Ret  | 9   | 9   | Ret | Ret | Ret | Ret | 10  | 16  | Ret | Ret | 8   | 10  | 11  | 12  | 11  | 5   |     |     | 9      | 6º      |
|      |         |                           |       |    |                       |      |     |     |     |     |     |     |     |     |     |     |     |     |     |     |     |     |     |     |        |         |
|      |         |                           |       |    |                       | AUS  | MAL | BRA | SMR | ESP | AUT | MON | CAN | EUR | FRA | GBR | ALE | HUN | BEL | ITA | EUA | JAP |     |     |        |         |
| 2001 | EJ11    | Honda RA001E V10          | B     | 11 | Heinz-Harald Frentzen | 5    | 4   | 11  | 6   | Ret | Ret | Ret | Inj | Ret | 8   | 7   |     |     |     |     |     |     |     |     | 19     | 5º      |
| 2001 | EJ11    | Honda RA001E V10          | B     | 11 | Ricardo Zonta         |      |     |     |     |     |     |     | 7   |     |     |     | Ret |     |     |     |     |     |     |     | 19     | 5º      |
| 2001 | EJ11    | Honda RA001E V10          | B     | 11 | Jarno Trulli          |      |     |     |     |     |     |     |     |     |     |     |     | Ret | Ret | Ret | 4   | 8   |     |     | 19     | 5º      |
| 2001 | EJ11    | Honda RA001E V10          | B     | 12 | Jarno Trulli          | Ret  | 8   | 5   | 5   | 4   | DSQ | Ret | 11  | Ret | 5   | Ret | Ret |     |     |     |     |     |     |     | 19     | 5º      |
| 2001 | EJ11    | Honda RA001E V10          | B     | 12 | Jean Alesi            |      |     |     |     |     |     |     |     |     |     |     |     | 10  | 6   | 8   | 7   | Ret |     |     | 19     | 5º      |
|      |         |                           |       |    |                       |      |     |     |     |     |     |     |     |     |     |     |     |     |     |     |     |     |     |     |        |         |
|      |         |                           |       |    |                       | AUS  | BRA | SMR | GBR | ESP | EUR | MON | CAN | FRA | AUT | ALE | HUN | BEL | ITA | EUA | JAP | MAL |     |     |        |         |
| 2000 | EJ10    | Mugen-Honda MF-301 HE V10 | B     | 5  | Heinz-Harald Frentzen | Ret  | 3   | Ret | 17  | 6   | Ret | 10  | Ret | 7   | Ret |     |     |     |     |     |     |     |     |     | 17     | 6º      |
| 2000 | EJ10    | Mugen-Honda MF-301 HE V10 | B     | 6  | Jarno Trulli          | Ret  | 4   | 15  | 6   | 12  | Ret | Ret | 6   | 6   | Ret |     |     |     |     |     |     |     |     |     | 17     | 6º      |
| 2000 | EJ10B   | Mugen-Honda MF-301 HE V10 | B     | 5  | Heinz-Harald Frentzen |      |     |     |     |     |     |     |     |     |     | Ret | 6   | 6   | Ret | 3   | Ret | Ret |     |     | 17     | 6º      |
| 2000 | EJ10B   | Mugen-Honda MF-301 HE V10 | B     | 6  | Jarno Trulli          |      |     |     |     |     |     |     |     |     |     | 9   | 7   | Ret | Ret | Ret | 13  | 12  |     |     | 17     | 6º      |
|      |         |                           |       |    |                       |      |     |     |     |     |     |     |     |     |     |     |     |     |     |     |     |     |     |     |        |         |
|      |         |                           |       |    |                       | AUS  | BRA | SMR | MON | ESP | CAN | FRA | GBR | AUT | ALE | HUN | BEL | ITA | EUR | MAL | JAP |     |     |     |        |         |
| 1999 | 199     | Mugen-Honda MF-301 HD V10 | B     | 7  | Damon Hill            | Ret  | Ret | 4   | Ret | 7   | Ret | Ret | 5   | 8   | Ret | 6   | 6   | 10  | Ret | Ret | Ret |     |     |     | 61     | 3º      |
| 1999 | 199     | Mugen-Honda MF-301 HD V10 | B     | 8  | Heinz-Harald Frentzen | 2    | 3   | Ret | 4   | Ret | 11  | 1   | 4   | 4   | 3   | 4   | 3   | 1   | Ret | 6   | 4   |     |     |     | 61     | 3º      |
|      |         |                           |       |    |                       |      |     |     |     |     |     |     |     |     |     |     |     |     |     |     |     |     |     |     |        |         |
|      |         |                           |       |    |                       | AUS  | BRA | ARG | SMR | ESP | MON | CAN | FRA | GBR | AUT | ALE | HUN | BEL | ITA | LUX | JAP |     |     |     |        |         |
| 1998 | 198     | Mugen-Honda MF-301 HC V10 | G     | 9  | Damon Hill            | 8    | DSQ | 8   | 10  | Ret | 8   | Ret | Ret | Ret | 7   | 4   | 4   | 1   | 6   | 9   | 4   |     |     |     | 34     | 4º      |
| 1998 | 198     | Mugen-Honda MF-301 HC V10 | G     | 10 | Ralf Schumacher       | Ret  | Ret | Ret | 7   | 11  | Ret | Ret | 16  | 6   | 5   | 6   | 9   | 2   | 3   | Ret | Ret |     |     |     | 34     | 4º      |
|      |         |                           |       |    |                       |      |     |     |     |     |     |     |     |     |     |     |     |     |     |     |     |     |     |     |        |         |
|      |         |                           |       |    |                       | AUS  | BRA | ARG | SMR | MON | ESP | CAN | FRA | GBR | ALE | HUN | BEL | ITA | AUT | LUX | JAP | EUR |     |     |        |         |
| 1997 | 197     | Peugeot A14 V10           | G     | 11 | Ralf Schumacher       | Ret  | Ret | 3   | Ret | Ret | Ret | Ret | 6   | 5   | 5   | 5   | Ret | Ret | 5   | Ret | 9   | Ret |     |     | 33     | 5º      |
| 1997 | 197     | Peugeot A14 V10           | G     | 12 | Giancarlo Fisichella  | Ret  | 8   | Ret | 4   | 6   | 9   | 3   | 9   | 7   | 11  | Ret | 2   | 4   | 4   | Ret | 7   | 11  |     |     | 33     | 5º      |
|      |         |                           |       |    |                       |      |     |     |     |     |     |     |     |     |     |     |     |     |     |     |     |     |     |     |        |         |
|      |         |                           |       |    |                       | AUS  | BRA | ARG | EUR | SMR | MON | ESP | CAN | FRA | GBR | ALE | HUN | BEL | ITA | POR | JAP |     |     |     |        |         |
| 1996 | 196     | Peugeot A12 V10           | G     | 11 | Rubens Barrichello    | Ret  | Ret | 4   | 5   | 5   | Ret | Ret | Ret | 9   | 4   | 6   | 6   | Ret | 5   | Ret | 9   |     |     |     | 22     | 5º      |
| 1996 | 196     | Peugeot A12 V10           | G     | 12 | Martin Brundle        | Ret  | 12  | Ret | 6   | Ret | Ret | Ret | 6   | 8   | 6   | 10  | Ret | Ret | 4   | 9   | 5   |     |     |     | 22     | 5º      |
|      |         |                           |       |    |                       |      |     |     |     |     |     |     |     |     |     |     |     |     |     |     |     |     |     |     |        |         |
|      |         |                           |       |    |                       | BRA  | ARG | SMR | ESP | MON | CAN | FRA | GBR | ALE | HUN | BEL | ITA | POR | EUR | PAC | JAP | AUS |     |     |        |         |
| 1995 | 195     | Peugeot A10 V10           | G     | 14 | Rubens Barrichello    | Ret  | Ret | Ret | 7   | Ret | 2   | 6   | 11  | Ret | 7   | 6   | Ret | 11  | 4   | Ret | Ret | Ret |     |     | 21     | 6º      |
| 1995 | 195     | Peugeot A10 V10           | G     | 15 | Eddie Irvine          | Ret  | Ret | 8   | 5   | Ret | 3   | 9   | Ret | 9   | 13  | Ret | Ret | 10  | 6   | 11  | 4   | Ret |     |     | 21     | 6º      |
|      |         |                           |       |    |                       |      |     |     |     |     |     |     |     |     |     |     |     |     |     |     |     |     |     |     |        |         |
|      |         |                           |       |    |                       | BRA  | PAC | SMR | MON | ESP | FRA | FRA | GBR | ALE | HUN | BEL | ITA | POR | EUR | JAP | AUS |     |     |     |        |         |
| 1994 | 194     | Hart 1035 V10             | G     | 14 | Rubens Barrichello    | 4    | 3   | DNQ | Ret | Ret | 7   | Ret | 4   | Ret | Ret | Ret | 4   | 4   | 12  | Ret | 4   |     |     |     | 28     | 5º      |
| 1994 | 194     | Hart 1035 V10             | G     | 14 | Aguri Suzuki          |      | Ret |     |     |     |     |     |     |     |     |     |     |     |     |     |     |     |     |     | 28     | 5º      |
| 1994 | 194     | Hart 1035 V10             | G     | 14 | Andrea de Cesaris     |      |     | Ret | 4   |     |     |     |     |     |     |     |     |     |     |     |     |     |     |     | 28     | 5º      |
| 1994 | 194     | Hart 1035 V10             | G     | 15 | Eddie Irvine          | Ret  | EX  | EX  | EX  | 6   | Ret | Ret | Ret | Ret | Ret | 13  | Ret | 7   | 4   | 5   | Ret |     |     |     | 28     | 5º      |
|      |         |                           |       |    |                       |      |     |     |     |     |     |     |     |     |     |     |     |     |     |     |     |     |     |     |        |         |
|      |         |                           |       |    |                       | AFS  | BRA | EUR | SMR | ESP | MON | CAN | FRA | GBR | ALE | HUN | BEL | ITA | POR | JAP | AUS |     |     |     |        |         |
| 1993 | 193     | Hart 1035 V10             | G     | 14 | Rubens Barrichello    | Ret  | Ret | 10  | Ret | 12  | 9   | Ret | 7   | 10  | Ret | Ret | Ret | Ret | 13  | 5   | 11  |     |     |     | 3      | 10º     |
| 1993 | 193     | Hart 1035 V10             | G     | 15 | Ivan Capelli          | Ret  | DNQ |     |     |     |     |     |     |     |     |     |     |     |     |     |     |     |     |     | 3      | 10º     |
| 1993 | 193     | Hart 1035 V10             | G     | 15 | Thierry Boutsen       |      |     | Ret | Ret | 11  | Ret | 12  | 11  | Ret | 13  | 9   | Ret |     |     |     |     |     |     |     | 3      | 10º     |
| 1993 | 193     | Hart 1035 V10             | G     | 15 | Marco Apicella        |      |     |     |     |     |     |     |     |     |     |     |     | Ret |     |     |     |     |     |     | 3      | 10º     |
| 1993 | 193     | Hart 1035 V10             | G     | 15 | Emanuele Naspetti     |      |     |     |     |     |     |     |     |     |     |     |     |     | Ret |     |     |     |     |     | 3      | 10º     |
| 1993 | 193     | Hart 1035 V10             | G     | 15 | Eddie Irvine          |      |     |     |     |     |     |     |     |     |     |     |     |     |     | 6º  | Ret |     |     |     | 3      | 10º     |
|      |         |                           |       |    |                       |      |     |     |     |     |     |     |     |     |     |     |     |     |     |     |     |     |     |     |        |         |
|      |         |                           |       |    |                       | AFS  | MEX | BRA | ESP | SMR | MON | CAN | FRA | GBR | ALE | HUN | BEL | ITA | POR | JAP | AUS |     |     |     |        |         |
| 1992 | 192     | Yamaha 0X99 V12           | G     | 32 | Stefano Modena        | DNQ  | Ret | Ret | DNQ | Ret | Ret | Ret | Ret | Ret | DNQ | Ret | 15  | DNQ | 13  | 7   | 6   |     |     |     | 1      | 11º     |
| 1992 | 192     | Yamaha 0X99 V12           | G     | 33 | Maurício Gugelmin     | 11   | Ret | Ret | Ret | 7   | Ret | Ret | Ret | Ret | 15  | 10  | 14  | Ret | Ret | Ret | Ret |     |     |     | 1      | 11º     |
|      |         |                           |       |    |                       |      |     |     |     |     |     |     |     |     |     |     |     |     |     |     |     |     |     |     |        |         |
|      |         |                           |       |    |                       | EUA  | BRA | SMR | MON | CAN | MEX | FRA | GBR | ALE | HUN | BEL | ITA | POR | ESP | JAP | AUS |     |     |     |        |         |
| 1991 | 191     | Ford HB4 V8               | G     | 32 | Bertrand Gachot       | 10   | 13  | Ret | 8   | 5   | Ret | Ret | 6   | 6   | 9   |     |     |     |     |     |     |     |     |     | 13     | 5º      |
| 1991 | 191     | Ford HB4 V8               | G     | 32 | Michael Schumacher    |      |     |     |     |     |     |     |     |     |     | Ret |     |     |     |     |     |     |     |     | 13     | 5º      |
| 1991 | 191     | Ford HB4 V8               | G     | 32 | Roberto Moreno        |      |     |     |     |     |     |     |     |     |     |     | Ret | 10  |     |     |     |     |     |     | 13     | 5º      |
| 1991 | 191     | Ford HB4 V8               | G     | 32 | Alessandro Zanardi    |      |     |     |     |     |     |     |     |     |     |     |     |     | 9   | Ret | 9   |     |     |     | 13     | 5º      |
| 1991 | 191     | Ford HB4 V8               | G     | 33 | Andrea de Cesaris     | DNPQ | Ret | Ret | Ret | 4   | 4   | 6   | Ret | 5   | 7   | 13  | 7   | 8   | Ret | Ret | 8   |     |     |     | 13     | 5º      |

Negrito = Pole.
Itálico = Melhor volta.

## Estatísticas da Equipe
- GPs disputados: 250
- Vitórias: 4
- Poles: 2
- Voltas mais rápidas: 2
- Podiuns: 19
- Pontos: 291